# Jakobsladder (Bijbel)

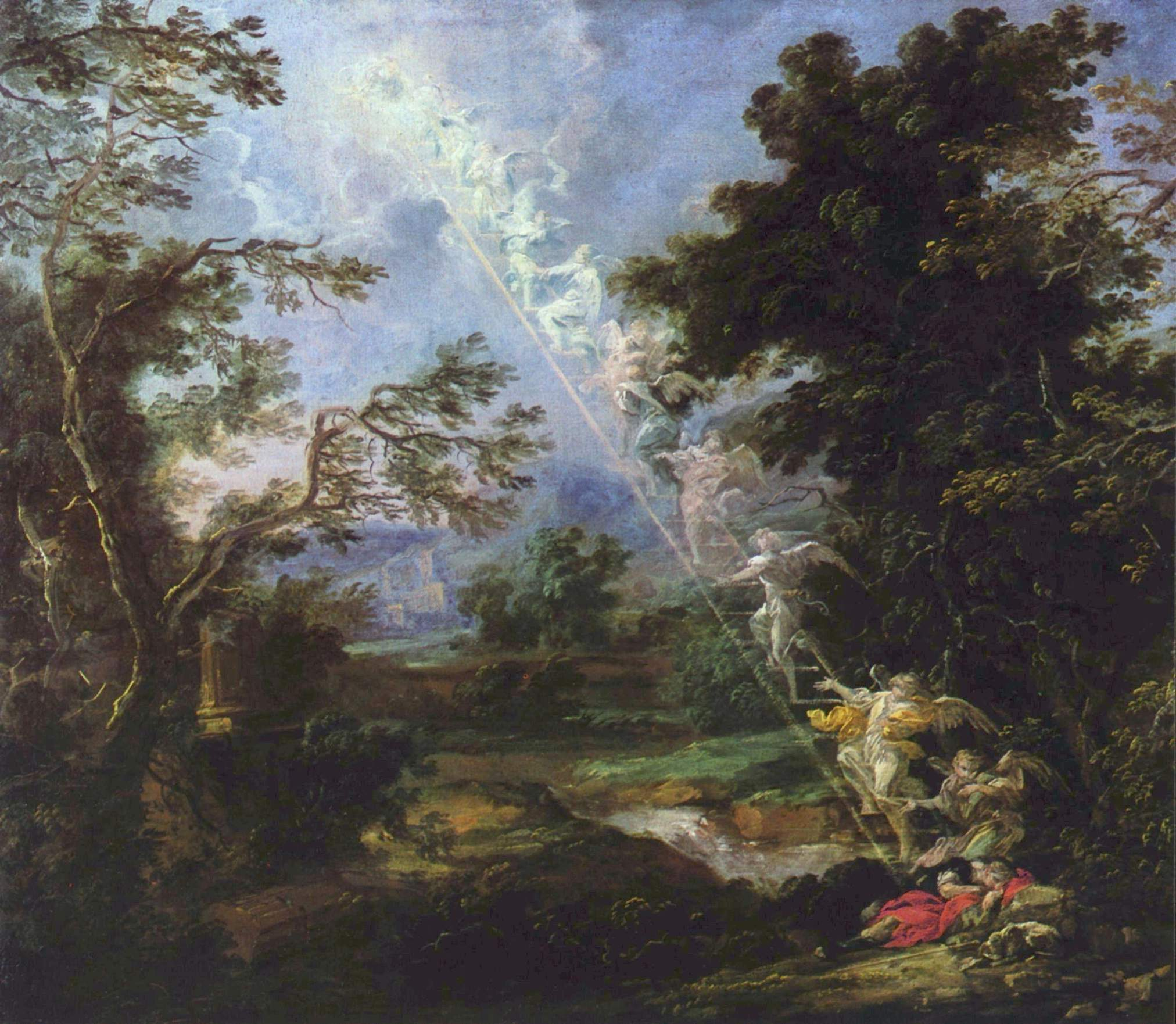
Jakobsladder uit 1691 van Michael Willmann

De term Jakobsladder is ontleend aan het verhaal in Genesis 28:10-22 in de Hebreeuwse Bijbel, waarin Jakob in een droom een ladder zag die tot in de hemel reikte en waarop Gods engelen afdaalden en opstegen. Ook zag Jakob JHWH bij zich staan en hoorde Hem de beloftes die eerder aan Abraham waren gedaan herhalen, inclusief de toezegging dat God hem altijd zou beschermen. Toen Jakob wakker werd, trok hij de conclusie:
Dit is zeker, op deze plaats is de HEER aanwezig. Dat besefte ik niet. Wat een ontzagwekkende plaats is dit, dit is niets anders dan het huis van God, dit moet de poort van de hemel zijn!
Daarom noemde hij de plaats Betel, "huis van God".

## Ladder?

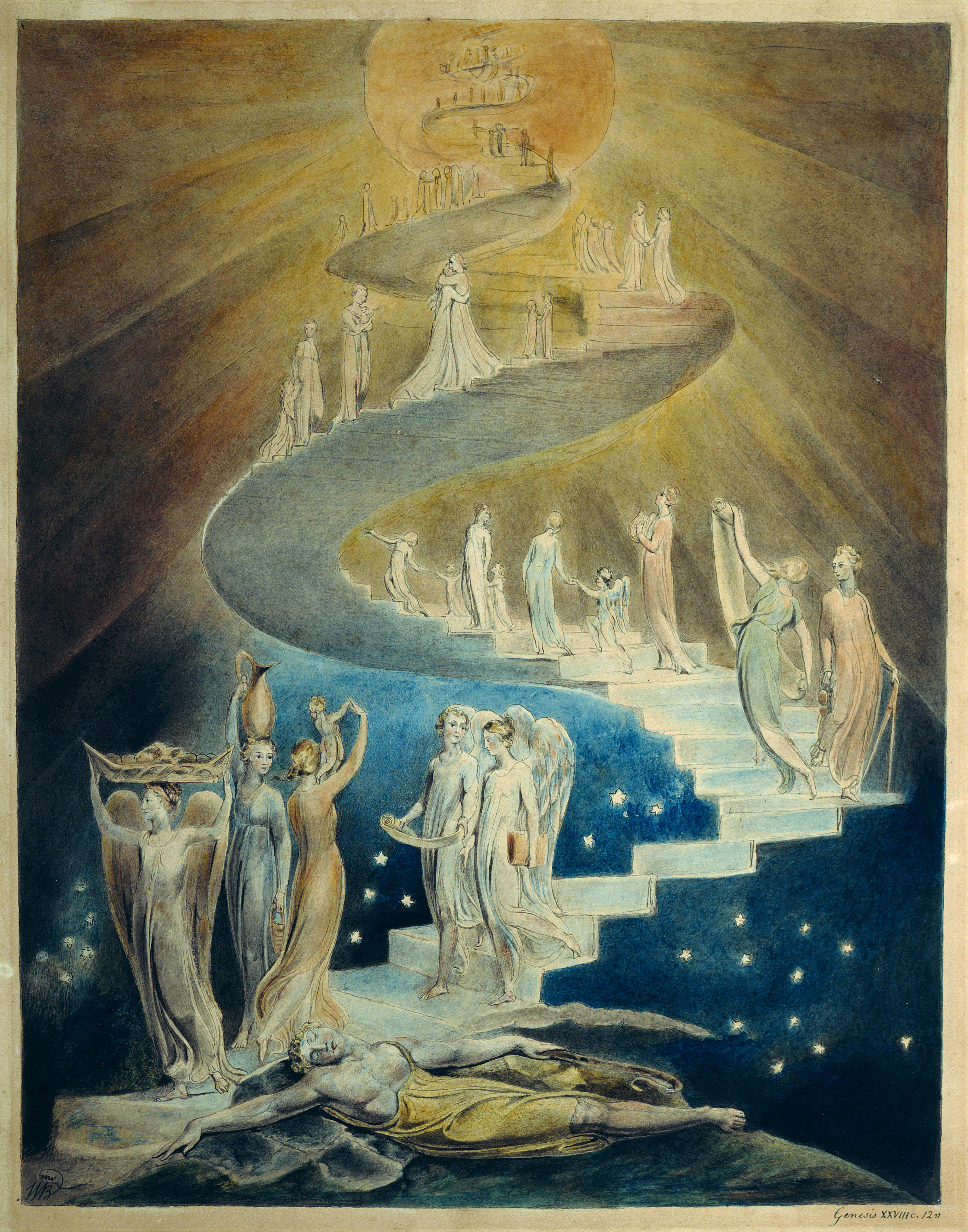
Jakobs droom door William Blake (c. 1805, Brits Museum, Londen)

Waar in de Nederlandse vertaling van Genesis 28:12 "ladder" staat, wordt in het Hebreeuws סֻלָּם, sullām gebruikt. Sommigen denken dat dat woord werd afgeleid van de verbaalwortel  סלל, sll, "opwerpen" of "bouwen", maar dit is omstreden. סֻלָּם, sullām  betekende oorspronkelijk "trap" of "oprit", pas in de oude vertalingen werden termen gebruikt die zouden kunnen doen denken aan een ladder met sporten; de Septuagint gebruikt κλι̃μαξ, klimax en de Vulgaat scala.

## Structuur van het verhaal
Het verhaal over de droom van Jakob is uniek in de Bijbel. Genesis 28:12 beschreef het statische achtergrondbeeld van de droom van Jakob, waarin twee handelingsdragers verschijnen: Gods engelen en JHWH. De eerste zin in Genesis 28:13 is in verband hiermee dubbelzinnig: de antropomorf voorgestelde God staat "over hem" (de slapende Jakob) of "erop" (de ladder). Hierna volgde een rede van God met beloftes aan de aartsvaders, die voor zich spreken. Pas daarna duidde Jakob wat hij in de droom had gezien.

## Betekenis
De Jakobsladder markeerde de verticale verbinding tussen de hemelse verblijfsplaats van God met de aardse heilige plaats, waar God aanwezig was, en Jakob duidde zijn droom, hoewel hij zijn God ook op andere plaatsen had ervaren, op precies deze manier. JHWHs transcendentie en zijn aanwezigheid op bepaalde plaatsen werden dus beschouwd als naast elkaar bestaand en in beeld gebracht. Het visioen waarin Jesaja werd geroepen in Jesaja 6 laat een vergelijkbaar scenario zien. De enorme troon van God bevond zich boven de tempel (niet in het Allerheiligste), die door de zomen van Gods mantel werd gevuld.
De heilige plaats werd als woning of rustplaats van God begrepen en daarom als heiligdom gewijd. Met het droombeeld van de Jakobsladder werd de voorstelling van een verticale wereldas bedoeld, zoals die hoorde bij een theologie wanneer een tempel werd gebouwd in een stad in het oude Oosten  – waaronder ook Jeruzalem. Deze voorstelling is in de Jakobsladder met het heiligdom in Betel verweven.

## Historische context

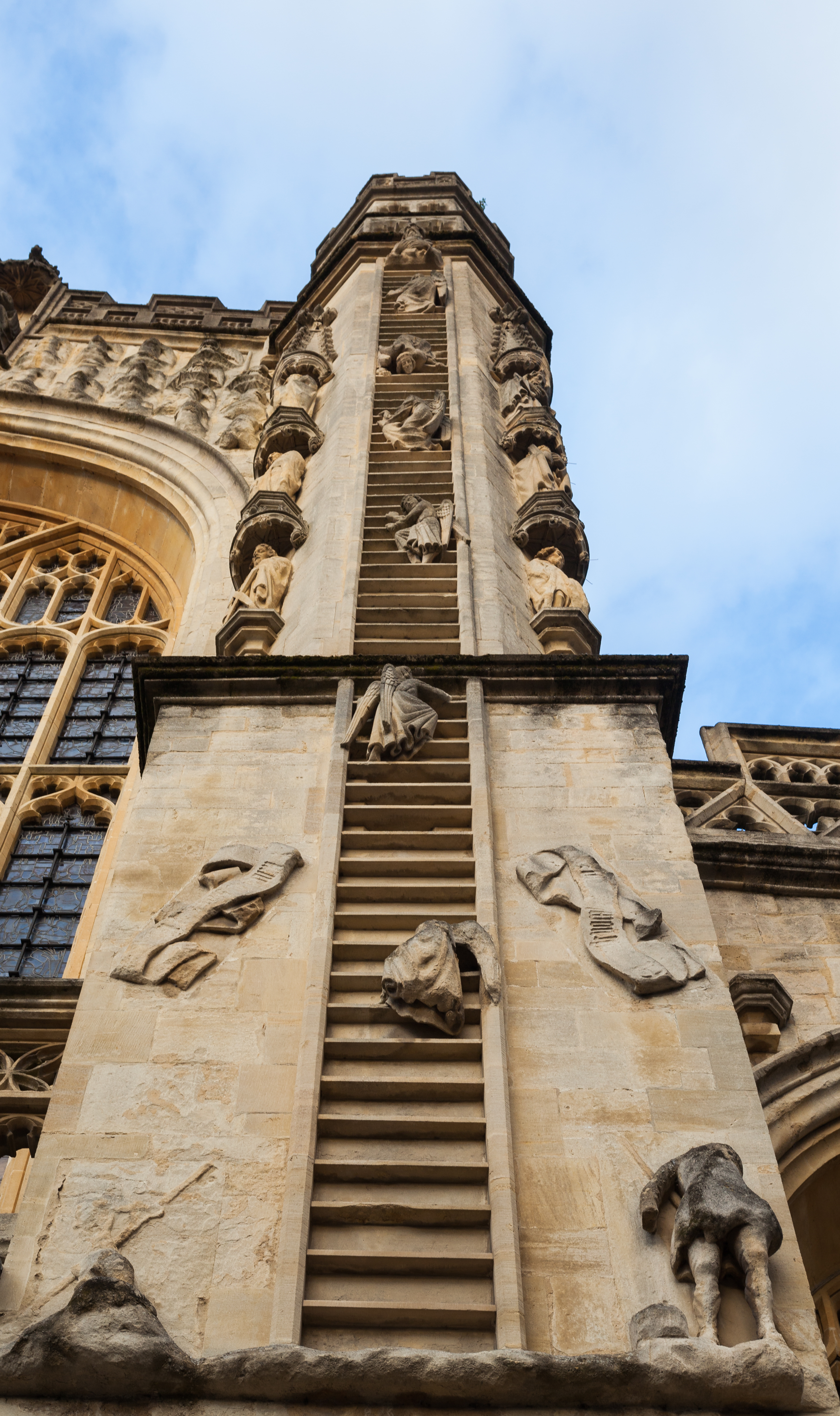
Gesculpteerde Jakobsladder op de gevel van Bath Abbey

Het is waarschijnlijk dat סֻלָּם, sullām het Hebreeuwse equivalent is van het Akkadische simmiltu "ladder", "trap", "trappenhuis", "oprit". Een "hemelsladder", simmelat šamāmi genoemde verbinding tussen een deur in de hemel en in de onderwereld komt voor in de Assyrische versie van de mythe van Nergal en Eresjkigal. Kakka, een van de kleinere goden en bode van de hemelgoden, Namtar, de demonische vizier van de goden van de onderwereld, en de onderwereldgod Nergal zelf betreden in beide richtingen een trap die hun toegang geeft tot het hemelrijk. Voor het opstijgen en afdalen door Gods engelen op de ladder in Genesis 28:12 worden equivalente verbaalwortels gebruikt.
Een ladder tussen hemel en aarde komt ook voor in de Oudegyptische piramidespreuk 267. De dode farao stijgt naar de deur naar de hemel in het westen op.

### Mogelijke invloeden op het verhaal
De Jakobsladder in Genesis 28:12 verbond hemel en aarde. In Jakobs duiding noemde hij de aardse plaats "de poort naar de hemel". De onderwereld werd niet genoemd – gelijksoortige betekenisdragende plaatsen zijn in de Hebreeuwse Bijbel vaak te vinden en theologisch gemotiveerd. Toch was de voor een conflict met zijn broer Esau vluchtende Jakob fysiek en sociaal de dood nabij.
De opstijgende en afdalende goden in de bovengenoemde Assyrische tekst zijn zeker met de engelen (boodschappers) van God in Genesis 28:12 vergelijkbaar. In de Bijbelse tekst blijft hun functie onbenoemd: ze brengen Jakob geen boodschap, maar markeren alleen het verticale aspect. Hun verschijning is daarom niet strijdig met de erop volgende rede van God zelf. Dit is niet verwonderlijk: anders dan de alleen optredende engel, hebben in groepen optredende engelen in de Hebreeuwse Bijbel nooit een sprekende rol.
Dat met סֻלָּם, sullām in Genesis 28:12 ook de trapvorm van een ziggoerat werd aangeduid, is onwaarschijnlijk. In Kanaän en Palestina bestonden zulke gebouwen niet. De metafoor van een trap ligt in de aanduiding voor de ziggoerat in Sippar besloten, want die werd het "huis van de trap naar de heilige hemel" genoemd. Ziggoerats golden echter als afbeelding van de kosmos en als "wereldberg" of "oerheuvel", die bij de schepping als eerste uit de oerzee opdoken. De trapvorm van de ziggoerat verbond de hemelse woonplaats met de aardbodem. Zonder dat een specifieke architectonische vorm nodig was, stond in Jeruzalem ook de idee van een wereldberg op de achtergrond (Psalm 24:1-3). Daarom kan de vorm van een ziggoerat voor Betel in Genesis 28:12 niet worden uitgesloten.

## Nieuwe Testament
In Johannes 1:51 wordt naar de Jakobsladder verwezen:
Waarachtig, ik verzeker jullie," voegde [ Jezus ] eraan toe, "jullie zullen de hemel geopend zien, en de engelen van God zien omhooggaan en neerdalen naar de Mensenzoon.